# Dasylophia blaizea
Dasylophia blaizea är en fjärilsart som beskrevs av William Schaus 1928. Dasylophia blaizea ingår i släktet Dasylophia och familjen tandspinnare. Inga underarter finns listade i Catalogue of Life.